# Korsunka (obwód czerkaski)
Korsunka (ukr. Корсунка) – wieś na Ukrainie, w obwodzie czerkaskim, w rejonie zwinogródzki. W 2001 liczyła 541 mieszkańców, wśród których 521 jako ojczysty język wskazało ukraiński, 16 rosyjski, 1 mołdawski, 2 ormiański, a 1 inny.